# Duboko (Ljubovija)
Duboko (serbisch-kyrillisch Дубоко) ist ein Dorf im Westen Serbiens, nahe der Grenze zu Bosnien und Herzegowina.

## Geographie und Bevölkerung
Das Dorf liegt in der Opština Ljubovija, im Okrug Mačva in der historischen Region Azbukovica, einem Teil der serbisch-bosnischen Großgrenzregion Podrinje im westlichsten Zentralserbien. Der Ort hatte 418 Einwohner bei der Volkszählung von 2011, während es 484 im Jahr 2002 Einwohner waren. Die Bevölkerung stellen zu 99 % serbisch-orthodoxe Serben. Zudem lebt auch ein Montenegriner im Dorf. Der Ort besteht aus 123 Haushalten.
Duboko liegt nicht weit vom Ufer der Drina, die hier die Grenze zwischen Serbien und Bosnien stellt. Der Ort liegt etwas südlich der Gemeindehauptstadt Ljubovija. Das Dorf liegt zudem etwas südlich des Flusses Ljuboviđa.

## Demographie
| Jahr | Einwohnerzahl |
| ---- | ------------- |
| 1948 | 738           |
| 1953 | 758           |
| 1961 | 680           |
| 1971 | 566           |
| 1981 | 474           |
| 1991 | 417           |
| 2002 | 484           |
| 2011 | 418           |

## Belege
- Knjiga 9, Stanovništvo, uporedni pregled broja stanovnika 1948, 1953, 1961, 1971, 1981, 1991, 2002, podaci po naseljima, Republički zavod za statistiku, Beograd, maj 2004, ISBN 86-84433-14-9
- Knjiga 1, Stanovništvo, nacionalna ili etnička pripadnost, podaci po naseljima, Republički zavod za statistiku, Beograd, Februar 2003, ISBN 86-84433-00-9
- Knjiga 2, Stanovništvo, pol i starost, podaci po naseljima, Republički zavod za statistiku, Beograd, Februar 2003, ISBN 86-84433-01-7